# Идриссу, Мохаммаду
Мохаммаду́ Идриссу́ (фр. Mohammadou Idrissou; род. 8 марта 1980[…], Яунде) — камерунский футболист, нападающий. Выступал в сборной Камеруна.

## Карьера
Свою профессиональную карьеру Идриссу начал в камерунских клубах «Расинг» из Бафусама и «Котон Спорт», в 2000 году он перебрался в Германию, где играет и поныне. Первым его клубом в Германии стал «Франкфурт», затем недолгое время он играл за «Веен Висбаден». В 2002 году он перешёл в «Ганновер 96», за который отыграл 4 сезона, после этого один сезон провёл в «Дуйсбурге», а с 2008 года по 2010 год «Фрайбург».
С 2010 по 2011 год Идриссу выступал за мёнхенгладбахскую «Боруссию». 31 августа 2011 года Идриссу перешёл в франкфуртский «Айнтрахт», подписав контракт на 1 год.
Летом 2012 года Идриссу подписал двухлетний контракт с «Кайзерслаутерном».
21 мая 2014 года Идриссу стал игроком «Маккаби» из Хайфы
В национальной сборной Мохаммаду Идриссу выступает с 2003 года, проведя за это время в её составе 32 матча и забив в них 6 мячей. Идриссу включён в состав сборной Камеруна на чемпионат мира 2010.